# 대런 콜리슨

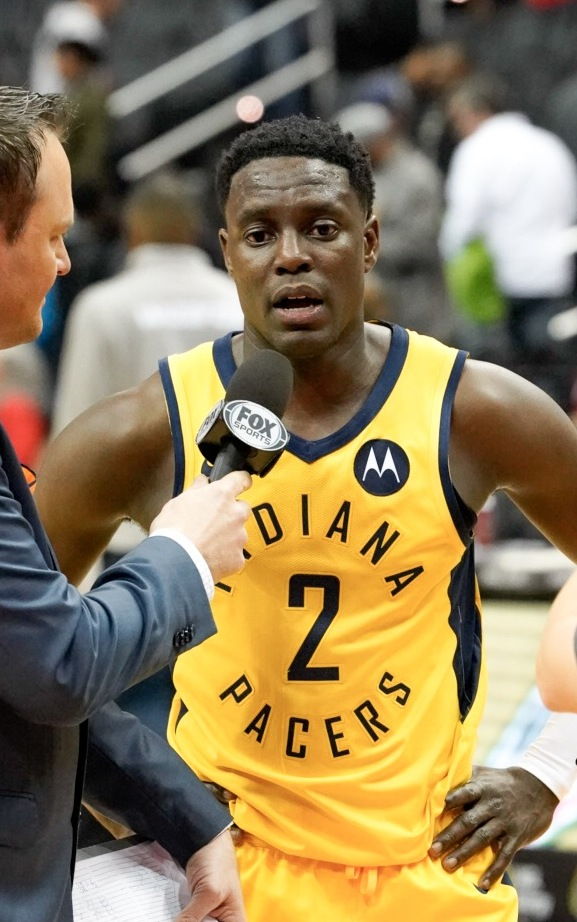

대런 콜리슨(Darren Collison, 본명: 대런 마이클 콜리슨, Darren Michael Collison, 1987년 8월 23일 ~ )은 미국 프로 농구 선수이자 FA이자 13년 NBA 베테랑이다. 콜리슨은 UCLA 브루인스에서 대학 농구 4시즌을 뛰었다. 올팩10(All-Pac-10) 컨퍼런스에서 세 번이나 명예를 얻었고, 6피트 0인치(1.83m) 이하의 최고 대학 선수로서 고학년 때 프랜시스 포메로이 네이스미스 상를 수상했다. 2009년 NBA 드래프트에서 전체 21순위로 1라운드에서 뉴올리언스 호니츠에 지명되었다. 콜리슨은 또한 인디애나 페이서스, 댈러스 매버릭스, 로스앤젤레스 클리퍼스, 새크라멘토 킹스, 로스앤젤레스 레이커스에서 뛰었다.

## 어린 시절
콜리슨은 캘리포니아 주 랜초쿠카몽가에서 가이아나의 엘리트 육상 선수였던 부모 데니스와 준 그리피스 사이에서 태어났다. 데이브 클레크너 코치 밑에서 에티완다 고등학교 3학년이었던 콜리슨은 4번째 팀 퍼레이드 올 아메리칸(Parade All-American)으로 선정되었다.
Rivals.com에서 4성 선수로 분류한 콜리슨은 2005년 미국 내 16위 포인트 가드이자 100위 선수로 선정되었다.